# Allysha Chapman
Allysha Lyn Chapman (Oshawa, 25 de janeiro de 1989) é uma futebolista canadense que atua como defensora.

## Carreira
Allysha Chapman fez parte do elenco da Seleção Canadense de Futebol Feminino, nas Olimpíadas do Rio 2016.